# Communauté de communes du Canton de Pontailler-sur-Saône
Die Communauté de communes du Canton de Pontailler-sur-Saône war ein französischer Gemeindeverband mit der Rechtsform einer Communauté de communes im Département Côte-d’Or in der Region Bourgogne. Sie wurde am 31. Dezember 2002 gegründet und umfasste 19 Gemeinden. Der Verwaltungssitz befand sich im Ort Pontailler-sur-Saône.

## Historische Entwicklung
Am 1. Januar 2017 wurde der Gemeindeverband mit der Communauté de communes Auxonne-Val de Saône zur neuen Communauté de communes Auxonne Pontailler Val de Saône zusammengeschlossen.

## Ehemalige Mitgliedsgemeinden
1. Binges
2. Cirey-lès-Pontailler
3. Cléry
4. Drambon
5. Étevaux
6. Heuilley-sur-Saône
7. Lamarche-sur-Saône
8. Marandeuil
9. Maxilly-sur-Saône
10. Montmançon
11. Perrigny-sur-l’Ognon
12. Pontailler-sur-Saône
13. Saint-Léger-Triey
14. Saint-Sauveur
15. Soissons-sur-Nacey
16. Talmay
17. Tellecey
18. Vielverge
19. Vonges